# Fontana (Argentine)
Pour les articles homonymes, voir Fontana.
Fontana est une localité argentine située dans la province du Chaco et dans le département de San Fernando.

## Toponymie
Fontana est le nom de famille de deux frères, Pedro et Fernando Fontana, qui ont créé la fabrique de tanin autour de laquelle la localité s'est développée.

## Voies de communication
Le principal accès routier à Fontana est l'avenue Alvear, qui la relie par chaussée à l'ouest à la ville de Resistencia à l'est et à la route nationale 11 ; à l'ouest, elle la relie à la localité de Puerto Tirol. L'avenue 25 de Mayo est l'autre accès depuis la ville de Resistencia, elle est pavée jusqu'à l'avenue Augusto Rey, à partir de là elle continue sans pavé, entre dans la municipalité de Puerto Tirol et rejoint la RN 16 sans toutefois atteindre le centre de Tirol.
Les voies du chemin de fer General Manuel Belgrano traversent la ville, étant occupées par les unités de l'entreprise publique Trenes Argentinos Operaciones pour un service urbain reliant Barranqueras à Puerto Tirol. La société Trenes Argentinos Operaciones a son siège dans la ville de Fontana. Le río Negro marque la limite nord de Fontana, mais elle n'est plus utilisée comme voie navigable.

## Histoire
En raison de sa proximité avec Resistencia - la première colonie de la province - les lots que Fontana occupe aujourd'hui ont été distribués parmi les immigrants qui habitaient cette colonie en 1878. L'un de ses premiers colons fut Ángel Vicentini, qui occupa quelques terres dans l'actuelle Fontana, sur le río Negro. Il a également construit un quai sur la rivière qui servait au transport des marchandises et des personnes. À la même époque, en 1901, un moulin à sucre et une usine de tanin ont été installés, autour desquels s'est formée une colonie connue sous le nom de Puerto Vicentini. L'usine de tannins Fontana, aujourd'hui fermée, a été à l'origine du développement de la ville.
En 1907, la première gare ferroviaire est arrivée avec l'ouverture de la station Rio Arazá de la compagnie Ferrocarril Santa Fe, tout près du quai de Puerto Vicentini. La deuxième gare ferroviaire a été ouverte en 1916, correspondant à la gare de Cacuí du Ferrocarril Central Norte Argentino, qui reliait Barranqueras à Salta. La même année, les frères Pedro et Fernando Fontana acquièrent des frères Fortini les terrains qui constituent aujourd'hui le centre de la ville, afin d'y installer une usine de tanin qui démarre la même année sous le nom de Río Arazá. Le site était stratégique car il était très proche de deux gares. L'année suivante, l'usine a été rebaptisée Fontana Ltda. S.A. Industrial de Quebracho. L'industrialisation se poursuit avec la création, en 1919, de la coopérative Ministro Bretón, qui met en place une usine d'égrenage et d'huile.

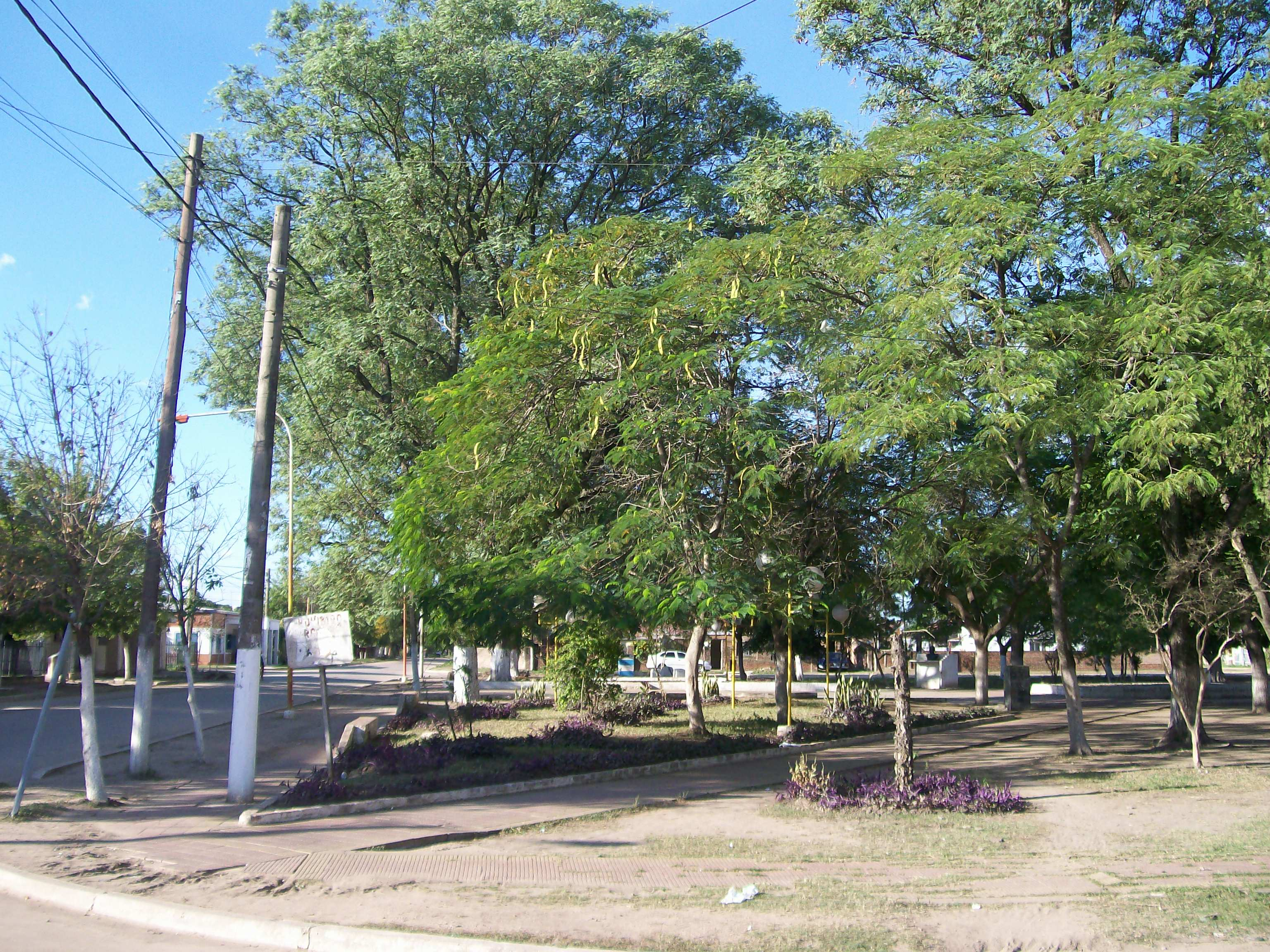
La place principale de Fontana, dans le centre historique de la ville.

Jusqu'en 1931, la région de Fontana se composait de plusieurs hameaux épars. Cette année-là, la société La Forestal a acheté la tannerie aux frères Fontana et a commencé à construire des maisons pour les ouvriers de l'usine. C'est le début de la ville de Fontana, avec ses rues et ses maisons regroupées autour de la tannerie et de la branche du chemin de fer Santa Fe qui se rendait à l'usine. Au nord-ouest, la plupart des bâtiments sont restés, comme le commissariat de police, la garçonnière (un foyer pour travailleurs célibataires), la chapelle, la place et le centre de santé. Cette zone est le centre actuel de Fontana. Au sud-est - entre l'usine et la lagune Fortini - se trouvaient l'école, l'administration, le magasin général et deux courts de tennis pour le personnel hiérarchique. La ville disposait également d'une infrastructure d'eau courante, d'électricité et d'égouts. En 1960, le tribunal a été inauguré, qui, dans ses premières années, partageait le bâtiment avec la municipalité.
Dans les années 1920, les ouvriers de l'usine Fontana, ainsi que certains de Puerto Vicentini et de Río Arazá, ont commencé à se réunir pour jouer au football, créant ainsi le Club Sportivo Fontana. En 1940, en raison d'une crise dans l'usine, un nouveau club a dû être créé dans le prolongement du précédent : le Club Social y Deportivo Fontana. L'institution a réalisé des performances remarquables dans les compétitions provinciales et quelques incursions dans les tournois régionaux.
Dans les années 1940, la coopérative Bretón a été fermée, ainsi que tous ses hangars et établissements industriels. En 1969, La Forestal a vendu l'usine de Fontana, et avec elle son dernier terrain en Argentine. Les acheteurs n'ont pas été en mesure de l'entretenir et il a été fermé en 1971. Le déclin industriel était évident, et n'a été que partiellement inversé au début du XXIe siècle avec la réactivation du parc industriel situé sur l'accès à Fontana depuis Resistencia. Dans les années 1990, avec le lancement de la SEFECHA, la station de Cacuí a servi de base pour l'administration de la SEFECHA. En 2008, la municipalité a inauguré son nouveau bâtiment situé dans le centre historique de la ville.
Les hautes terres qui entourent la ville ont servi de cadre à une expansion très rapide de Gran Resistencia, au point que la population a quadruplé entre 1980 et 2000. Fontana est ainsi devenue une ville-dortoir de Resistencia.